# Llista de ministres de l'interior d'Espanya
Aquesta llista dels ministres de l'interior d'Espanya, en qualsevol de les seves denominacions històriques (ministre de l'Interior, ministre de la governació, etc.) des del regnat de Ferran VII fins als nostres dies.

## Llista de ministres
| Període                                                                                 | Inici                  | Fi                                                          | Nom                                                              | Partit            | Foto |
| --------------------------------------------------------------------------------------- | ---------------------- | ----------------------------------------------------------- | ---------------------------------------------------------------- | ----------------- | ---- |
| Regnat de Ferran VII (1814-1833)                                                        |                        |                                                             |                                                                  |                   |      |
| 18 de març de 1820                                                                      | 2 de març de 1821      | Agustín Argüelles Álvarez (6)                               |                                                                  |                   |      |
| 4 de març de 1821                                                                       | 4 de maig de 1821      | Mateo Valdemoros (6)                                        |                                                                  |                   |      |
| 4 de maig de 1821                                                                       | 8 de gener de 1822     | Ramón Feliú (6)                                             |                                                                  |                   |      |
| 8 de gener de 1822                                                                      | 28 de febrer de 1822   | Francisco Javier Pinilla (Interí).(6)                       |                                                                  |                   |      |
| 28 de febrer de 1822                                                                    | 7 de juliol de 1822    | José María Moscoso de Altamira Quiroga (6)                  |                                                                  |                   |      |
| 10 de juliol de 1822                                                                    | 5 d'agost de 1822      | José María Calatrava (6)                                    |                                                                  |                   |      |
| 5 d'agost de 1822                                                                       | 28 de febrer de 1823   | Francisco de Paula Fernández Gascó (6)                      |                                                                  |                   |      |
| 28 de febrer de 1823                                                                    | 12 de maig de 1823     | José María Calatrava (6)                                    |                                                                  |                   |      |
| 18 de maig de 1823                                                                      | 2 de juny de 1823      | Manuel García Herreros (6)                                  |                                                                  |                   |      |
| 2 de juny de 1823                                                                       | 30 de setembre de 1823 | Salvador Manzanares Fernández (6)                           |                                                                  |                   |      |
| 30 de setembre de 1823                                                                  | 2 de desembre de 1823  | José Aznarez Navarro (6)(7)                                 |                                                                  |                   |      |
| Regnat d'Isabel II durant la seva minoria d'edat Regència de Maria Cristina (1833-1840) |                        |                                                             |                                                                  |                   |      |
| 13 de juny de 1835                                                                      | 28 d'agost de 1835     | Juan Álvarez Guerra (3)                                     |                                                                  |                   |      |
| 28 d'agost de 1835                                                                      | 14 de setembre de 1835 | Manuel de la Rivaherrera y Vivanco (3)                      |                                                                  |                   |      |
| 14 de setembre de 1835                                                                  | 27 de setembre de 1835 | Ramón Gil de la Cuadra (3)                                  |                                                                  |                   |      |
| 27 de setembre de 1835                                                                  | 15 de maig de 1836     | Martín de los Heros (3)                                     |                                                                  |                   |      |
| 15 de maig de 1836                                                                      | 14 d'agost de 1836     | Ángel de Saavedra (1)                                       |                                                                  |                   |      |
| 14 d'agost de 1836                                                                      | 11 de setembre de 1836 | Ramón Gil de la Cuadra (1)                                  |                                                                  |                   |      |
| 11 de setembre de 1836                                                                  | 27 de març de 1837     | Joaquín María López (1)                                     |                                                                  |                   |      |
| 27 de març de 1837                                                                      | 9 de juliol de 1837    | Pío Pita Pizarro (1)                                        |                                                                  |                   |      |
| 9 de juliol de 1837                                                                     | 18 d'agost de 1837     | Pedro Antonio Acuña y Cuadros (1)                           |                                                                  |                   |      |
| 18 d'agost de 1837                                                                      | 23 d'agost de 1837     | José Manuel Vadillo Hernández (1)                           |                                                                  |                   |      |
| 23 d'agost de 1837                                                                      | 1 d'octubre de 1837    | Diego González Alonso (1)                                   |                                                                  |                   |      |
| 1 d'octubre de 1837                                                                     | 26 de novembre de 1837 | Rafael Pérez (1)                                            |                                                                  |                   |      |
| 26 de novembre de 1837                                                                  | 16 de desembre de 1837 | Francisco Javier de Ulloa y Remírez de Laredo (Interí). (1) |                                                                  |                   |      |
| 16 de desembre de 1837                                                                  | 6 de setembre de 1838  | Joaquín José de Muro y Vidaurreta (1)                       |                                                                  |                   |      |
| 6 de setembre de 1838                                                                   | 21 de novembre de 1838 | Albert Felip de Baldrich i de Veciana (1)                   |                                                                  |                   |      |
| 6 de desembre de 1838                                                                   | 9 de desembre de 1838  | Francisco Agustín Silvela y Blanco (1)                      |                                                                  |                   |      |
| 9 de desembre de 1838                                                                   | 10 de maig de 1839     | Antonio Hompanera de Cos (1)                                |                                                                  |                   |      |
| 10 de maig de 1839                                                                      | 18 de maig de 1839     | Lorenzo Arrazola (Interí). (1)                              |                                                                  |                   |      |
| 18 de maig de 1839                                                                      | 21 d'octubre de 1839   | Juan Martín Carramolino (1)                                 |                                                                  |                   |      |
| 21 d'octubre de 1839                                                                    | 16 de novembre de 1839 | Lorenzo Arrazola (Interí). (1)                              |                                                                  |                   |      |
| 16 de novembre de 1839                                                                  | 8 d'abril de 1840      | Saturnino Calderón Collantes (1)                            |                                                                  |                   |      |
| 8 d'abril de 1840                                                                       | 20 de juliol de 1840   | Agustín Armendariz (1)                                      |                                                                  |                   |      |
| 20 de juliol de 1840                                                                    | 12 d'agost de 1840     | Vicente Sancho (1)                                          |                                                                  |                   |      |
| 12 d'agost de 1840                                                                      | 19 de juliol de 1840   | Francisco Cabello Rubio (1)                                 |                                                                  |                   |      |
| 19 de juliol de 1840                                                                    | 29 d'agost de 1840     | José María Secades del Rivero (Interí).(1)                  |                                                                  |                   |      |
| 29 d'agost de 1840                                                                      | 11 de setembre de 1840 | Fermín Arteta Sesma (1)                                     |                                                                  |                   |      |
| 11 de setembre de 1840                                                                  | 16 de setembre de 1840 | Francisco Cabello Rubio (1)                                 |                                                                  |                   |      |
| Regnat d'Isabel II durant la seva minoria d'edat Regència d'Espartero '(1840-1843)      |                        |                                                             |                                                                  |                   |      |
| 3 d'octubre de 1840                                                                     | 21 de maig de 1841     | Manuel Cortina (1)                                          |                                                                  |                   |      |
| 21 de maig de 1841                                                                      | 17 de juny de 1842     | Facundo Infante (1)                                         |                                                                  |                   |      |
| 17 de juny de 1842                                                                      | 9 de maig de 1843      | Mariano Torres Solanot (1)                                  |                                                                  |                   |      |
| 9 de maig de 1843                                                                       | 19 de maig de 1843     | Fermín Caballero (1)                                        |                                                                  |                   |      |
| 19 de maig de 1843                                                                      | 30 de juliol de 1843   | Pedro Gómez de la Serna (1)                                 |                                                                  |                   |      |
| Regnat d'Isabel II (major d'edat) (1843-1868)                                           |                        |                                                             |                                                                  |                   |      |
| 30 de juliol de 1843                                                                    | 24 de novembre de 1843 | Fermín Caballero (1)                                        |                                                                  |                   |      |
| 24 de novembre de 1843                                                                  | 1 de desembre de 1843  | Jacint Feliu Domènech i Sastre (1)                          |                                                                  |                   |      |
| 1 de desembre de 1843                                                                   | 3 de maig de 1844      | José Justiniani Ramírez de Arellano (1)                     |                                                                  |                   |      |
| 3 de maig de 1844                                                                       | 12 de febrer de 1846   | Pedro José Pidal y Carniado (1)                             |                                                                  |                   |      |
| 12 de febrer de 1846                                                                    | 16 de març de 1846     | Francisco Javier de Istúriz (1)                             |                                                                  |                   |      |
| 16 de març de 1846                                                                      | 5 d'abril de 1846      | Francisco Javier de Burgos y del Olmo (1)                   |                                                                  |                   |      |
| 5 d'abril de 1846                                                                       | 28 de gener de 1847    | Pedro José Pidal y Carniado (1)                             |                                                                  |                   |      |
| 28 de gener de 1847                                                                     | 28 de març de 1847     | Manuel Seijas Lozano (1)                                    |                                                                  |                   |      |
| 28 de març de 1847                                                                      | 31 d'agost de 1847     | Antonio Benavides (1)                                       |                                                                  |                   |      |
| 31 d'agost de 1847                                                                      | 4 d'octubre de 1847    | Patricio de la Escosura (1)                                 |                                                                  |                   |      |
| 4 d'octubre de 1847                                                                     | 19 d'octubre de 1849   | Luis José Sartorius y Tapia (1)                             |                                                                  |                   |      |
| 19 d'octubre de 1849                                                                    | 20 d'octubre de 1849   | Trinidad Balboa (1)                                         |                                                                  |                   |      |
| 20 d'octubre de 1849                                                                    | 14 de gener de 1851    | Luis José Sartorius y Tapia (1)                             |                                                                  |                   |      |
| 14 de gener de 1851                                                                     | 5 d'abril de 1851      | Fermín Arteta Sesma (1)                                     |                                                                  |                   |      |
| 5 d'abril de 1851                                                                       | 7 d'agost de 1851      | Manuel Bertrán de Lis y Ribes (1)                           |                                                                  |                   |      |
| 7 d'agost de 1851                                                                       | 15 de novembre de 1851 | Melchor Ordóñez y Viana (1)                                 |                                                                  |                   |      |
| 15 de novembre de 1851                                                                  | 14 de desembre de 1852 | Cristóbal Bordiú y Góngora (1)                              |                                                                  |                   |      |
| 14 de desembre de 1852                                                                  | 10 de gener de 1853    | Alejandro Llorente y Lannas (1)                             |                                                                  |                   |      |
| 10 de gener de 1853                                                                     | 14 d'abril de 1853     | Antonio Benavides (1)                                       |                                                                  |                   |      |
| 14 d'abril de 1853                                                                      | 19 de setembre de 1853 | Pedro Egaña Díaz del Carpio (1)                             |                                                                  |                   |      |
| 19 de setembre de 1853                                                                  | 18 de juliol de 1854   | Luis José Sartorius y Tapia (1)                             |                                                                  |                   |      |
| 18 de juliol de 1854                                                                    | 30 de juliol de 1854   | Antonio de los Ríos Rosas (1)                               |                                                                  |                   |      |
| 30 de juliol de 1854                                                                    | 6 de juny de 1855      | Francisco Santa Cruz Pacheco (1)                            |                                                                  |                   |      |
| 6 de juny de 1855                                                                       | 15 de gener de 1856    | Julián de Huelves (1)                                       |                                                                  |                   |      |
| 15 de gener de 1856                                                                     | 14 de juliol de 1856   | Patricio de la Escosura (1)                                 |                                                                  |                   |      |
| 14 de juliol de 1856                                                                    | 12 d'octubre de 1856   | Antonio de los Ríos Rosas (1)                               |                                                                  |                   |      |
| 12 d'octubre de 1856                                                                    | 15 d'octubre de 1857   | Cándido Nocedal (1)                                         |                                                                  |                   |      |
| 15 d'octubre de 1857                                                                    | 25 d'octubre de 1857   | Francisco Armero Peñaranda (Interí).(1)                     |                                                                  |                   |      |
| 25 d'octubre de 1857                                                                    | 14 de gener de 1858    | Manuel Bermúdez de Castro y Díez (1)                        |                                                                  |                   |      |
| 14 de gener de 1858                                                                     | 5 de maig de 1858      | Ventura Díaz (1)                                            |                                                                  |                   |      |
| 5 de maig de 1858                                                                       | 17 de gener de 1863    | José de Posada Herrera (1)                                  |                                                                  |                   |      |
| 17 de gener de 1863                                                                     | 2 de març de 1863      | Antonio Aguilar y Correa (1)                                |                                                                  |                   |      |
| 2 de març de 1863                                                                       | 17 de gener de 1864    | Florencio Rodríguez Vaamonde (1)                            |                                                                  |                   |      |
| 17 de gener de 1864                                                                     | 1 de març de 1864      | Antonio Benavides (1)                                       |                                                                  |                   |      |
| 1 de març de 1864                                                                       | 16 de setembre de 1864 | Antonio Cánovas del Castillo (1)                            |                                                                  |                   |      |
| 16 de setembre de 1864                                                                  | 21 de juny de 1865     | Luis González Bravo (1)                                     |                                                                  |                   |      |
| 21 de juny de 1865                                                                      | 10 de juliol de 1866   | José de Posada Herrera (1)                                  |                                                                  |                   |      |
| 10 de juliol de 1866                                                                    | 20 de setembre de 1868 | Luis González Bravo (1)                                     |                                                                  |                   |      |
| Junta Revolucionària Interina (1868)                                                    |                        |                                                             |                                                                  |                   |      |
| 8 d'octubre de 1868                                                                     | 9 de gener de 1870     | Práxedes Mateo Sagasta (1)                                  |                                                                  |                   |      |
| 9 de gener de 1870                                                                      | 25 de desembre de 1870 | Nicolás María Rivero (1)                                    |                                                                  |                   |      |
| 25 de desembre de 1870                                                                  | 4 de gener de 1871     | Práxedes Mateo Sagasta (1)                                  |                                                                  |                   |      |
| Regnat d'Amadeu I d'Espanya (1871-73)                                                   |                        |                                                             |                                                                  |                   |      |
| 4 de gener de 1871                                                                      | 24 de juliol de 1871   | Práxedes Mateo Sagasta (1)                                  |                                                                  |                   |      |
| 24 de juliol de 1871                                                                    | 5 d'octubre de 1871    | Manuel Ruiz Zorrilla (1)                                    |                                                                  |                   |      |
| 5 d'octubre de 1871                                                                     | 21 de desembre de 1871 | Francisco de Paula Candau (1)                               |                                                                  |                   |      |
| 21 de desembre de 1871                                                                  | 26 de maig de 1872     | Práxedes Mateo Sagasta (1)                                  |                                                                  |                   |      |
| 26 de maig de 1872                                                                      | 13 de juny de 1872     | Francisco de Paula Candau (1)                               |                                                                  |                   |      |
| 13 de juny de 1872                                                                      | 12 de febrer de 1873   | Manuel Ruiz Zorrilla (1)                                    |                                                                  |                   |      |
| Primera República. Presidència d' Estanislau Figueras (1873)                            |                        |                                                             |                                                                  |                   |      |
| 12 de febrer de 1873                                                                    | 11 de juny de 1873     | Francesc Pi i Margall (1)                                   |                                                                  |                   |      |
| Primera República. Presidència de Francesc Pi i Margall (1873)                          |                        |                                                             |                                                                  |                   |      |
| 11 de juny de 1873                                                                      | 18 de juliol de 1873   | Francesc Pi i Margall (1)                                   |                                                                  |                   |      |
| Primera República. Presidència de Nicolás Salmerón (1873)                               |                        |                                                             |                                                                  |                   |      |
| 19 de juliol de 1873                                                                    | 4 de setembre de 1873  | Eleuterio Maisonnave Cutayar (1)                            |                                                                  |                   |      |
| Primera República. Presidència d' Emilio Castelar (1873-1874)                           |                        |                                                             |                                                                  |                   |      |
| 4 de setembre de 1873                                                                   | 3 de gener de 1874     | Eleuterio Maisonnave Cutayar (1)                            |                                                                  |                   |      |
| Primera República. Presidència de Francisco Serrano y Domínguez (1874)                  |                        |                                                             |                                                                  |                   |      |
| 3 de gener de 1874                                                                      | 13 de maig de 1874     | Eugenio García Ruiz (1)                                     |                                                                  |                   |      |
| 13 de maig de 1874                                                                      | 31 de desembre de 1874 | Práxedes Mateo Sagasta (1)                                  |                                                                  |                   |      |
| Regnat d' Alfons XII (1874-1885)                                                        | 31 de desembre de 1874 | 7 de març de 1879                                           | Francisco Romero Robledo (1)                                     |                   |      |
| Regnat d' Alfons XII (1874-1885)                                                        | 7 de març de 1879      | 9 de desembre de 1879                                       | Francisco Silvela y Le Vielleuze (1)                             |                   |      |
| Regnat d' Alfons XII (1874-1885)                                                        | 9 de desembre de 1879  | 8 de febrer de 1881                                         | Francisco Romero Robledo (1)                                     |                   |      |
| Regnat d' Alfons XII (1874-1885)                                                        | 8 de febrer de 1881    | 9 de gener de 1883                                          | Venancio González y Fernández (1)                                |                   |      |
| Regnat d' Alfons XII (1874-1885)                                                        | 9 de gener de 1883     | 13 d'octubre de 1883                                        | Pío Gullón Iglesias (1)                                          |                   |      |
| Regnat d' Alfons XII (1874-1885)                                                        | 13 d'octubre de 1883   | 18 de gener de 1884                                         | Segismundo Moret y Prendergast (1)                               |                   |      |
| Regnat d' Alfons XII (1874-1885)                                                        | 18 de gener de 1884    | 13 de juliol de 1885                                        | Francisco Romero Robledo (1)                                     |                   |      |
| Regnat d' Alfons XII (1874-1885)                                                        | 13 de juliol de 1885   | 27 de novembre de 1885                                      | Raimundo Fernández Villaverde (1)                                |                   |      |
| Regència de Maria Cristina (1885-1902)                                                  | 27 de novembre de 1885 | 10 d'octubre de 1886                                        | Venancio González y Fernández (1)                                |                   |      |
| Regència de Maria Cristina (1885-1902)                                                  | 10 d'octubre de 1886   | 12 de novembre de 1887                                      | Fernando León y Castillo (1)                                     |                   |      |
| Regència de Maria Cristina (1885-1902)                                                  | 12 de novembre de 1887 | 14 de juny de 1888                                          | José Luis Albareda y Sezde (1)                                   |                   |      |
| Regència de Maria Cristina (1885-1902)                                                  | 14 de juny de 1888     | 11 de desembre de 1888                                      | Segismundo Moret y Prendergast (1)                               |                   |      |
| Regència de Maria Cristina (1885-1902)                                                  | 11 de desembre de 1888 | 5 de juliol de 1890                                         | Trinitario Ruiz Capdepón (1)                                     |                   |      |
| Regència de Maria Cristina (1885-1902)                                                  | 5 de juliol de 1890    | 23 de novembre de 1891                                      | Francisco Silvela Le Vielleuze (1)                               |                   |      |
| Regència de Maria Cristina (1885-1902)                                                  | 23 de novembre de 1891 | 25 de juny de 1892                                          | José Elduayen Gorriti (1)                                        |                   |      |
| Regència de Maria Cristina (1885-1902)                                                  | 25 de juny de 1892     | 30 de novembre de 1892                                      | Raimundo Fernández Villaverde (1)                                |                   |      |
| Regència de Maria Cristina (1885-1902)                                                  | 30 de novembre de 1892 | 11 de desembre de 1892                                      | Manuel Danvila Collado (1)                                       |                   |      |
| Regència de Maria Cristina (1885-1902)                                                  | 11 de desembre de 1892 | 14 d'octubre de 1893                                        | Venancio González y Fernández (1)                                |                   |      |
| Regència de Maria Cristina (1885-1902)                                                  | 14 d'octubre de 1893   | 12 de març de 1894                                          | Joaquín López Puigcerver (1)                                     |                   |      |
| Regència de Maria Cristina (1885-1902)                                                  | 12 de març de 1894     | 4 de novembre de 1894                                       | Alberto Aguilera Velasco (1)                                     |                   |      |
| Regència de Maria Cristina (1885-1902)                                                  | 4 de novembre de 1894  | 23 de març de 1895                                          | Trinitario Ruiz Capdepón (1)                                     |                   |      |
| Regència de Maria Cristina (1885-1902)                                                  | 23 de març de 1895     | 4 d'octubre de 1897                                         | Fernando Cos-Gayón y Pons (1)                                    |                   |      |
| Regència de Maria Cristina (1885-1902)                                                  | 4 d'octubre de 1897    | 4 de març de 1899                                           | Trinitario Ruiz Capdepón (1)                                     |                   |      |
| Regència de Maria Cristina (1885-1902)                                                  | 4 de març de 1899      | 23 d'octubre de 1900                                        | Eduardo Dato e Iradier (1)                                       |                   |      |
| Regència de Maria Cristina (1885-1902)                                                  | 23 d'octubre de 1900   | 6 de març de 1901                                           | Francisco Javier Ugarte Pagés (1)                                |                   |      |
| Regència de Maria Cristina (1885-1902)                                                  | 6 de març de 1901      | 15 de juliol de 1901                                        | Segismundo Moret y Prendergast (1)                               |                   |      |
| Regència de Maria Cristina (1885-1902)                                                  | 15 de juliol de 1901   | 23 de juliol de 1901                                        | Miguel Villanueva y Gómez (Interí)(1)                            |                   |      |
| Regència de Maria Cristina (1885-1902)                                                  | 23 de juliol de 1901   | 19 de març de 1902                                          | Alfonso González Lozano (1)                                      |                   |      |
| Regència de Maria Cristina (1885-1902)                                                  | 19 de març de 1902     | 17 de maig de 1902                                          | Segismundo Moret y Prendergast (1)                               |                   |      |
| Regnat d' Alfons XIII (1902-1931)                                                       | 17 de maig de 1902     | 6 de desembre de 1902                                       | Segismundo Moret y Prendergast (1)                               |                   |      |
| Regnat d' Alfons XIII (1902-1931)                                                       | 6 de desembre de 1902  | 20 de juliol de 1903                                        | Antoni Maura i Montaner (1)                                      |                   |      |
| Regnat d' Alfons XIII (1902-1931)                                                       | 20 de juliol de 1903   | 5 de desembre de 1903                                       | Antonio García Alix (1)                                          |                   |      |
| Regnat d' Alfons XIII (1902-1931)                                                       | 5 de desembre de 1903  | 5 de desembre de 1904                                       | José Sánchez Guerra (1)                                          |                   |      |
| Regnat d' Alfons XIII (1902-1931)                                                       | 5 de desembre de 1904  | 16 de desembre de 1904                                      | Manuel Allendesalazar Muñoz (1)                                  |                   |      |
| Regnat d' Alfons XIII (1902-1931)                                                       | 16 de desembre de 1904 | 27 de gener de 1905                                         | Francisco Javier González de Castejón y Elío (1)                 |                   |      |
| Regnat d' Alfons XIII (1902-1931)                                                       | 27 de gener de 1905    | 23 de juny de 1905                                          | Augusto González Besada (1)                                      |                   |      |
| Regnat d' Alfons XIII (1902-1931)                                                       | 23 de juny de 1905     | 1 de desembre de 1905                                       | Manuel García Prieto (1)                                         |                   |      |
| Regnat d' Alfons XIII (1902-1931)                                                       | 1 de desembre de 1905  | 10 de juny de 1906                                          | Álvaro de Figueroa y Torres (1)                                  |                   |      |
| Regnat d' Alfons XIII (1902-1931)                                                       | 10 de juny de 1906     | 6 de juliol de 1906                                         | Benigno Quiroga y López Ballesteros (1)                          |                   |      |
| Regnat d' Alfons XIII (1902-1931)                                                       | 6 de juliol de 1906    | 30 de novembre de 1906                                      | Bernabé Dávila y Bertololi (1)                                   |                   |      |
| Regnat d' Alfons XIII (1902-1931)                                                       | 30 de novembre de 1906 | 4 de desembre de 1906                                       | Benigno Quiroga y López Ballesteros (1)                          |                   |      |
| Regnat d' Alfons XIII (1902-1931)                                                       | 4 de desembre de 1906  | 25 de gener de 1907                                         | Álvaro de Figueroa y Torres (1)                                  |                   |      |
| Regnat d' Alfons XIII (1902-1931)                                                       | 25 de gener de 1907    | 21 d'octubre de 1909                                        | Juan de la Cierva y Peñafiel (1)                                 |                   |      |
| Regnat d' Alfons XIII (1902-1931)                                                       | 21 d'octubre de 1909   | 9 de febrer de 1910                                         | Segismundo Moret y Predergast (1)                                |                   |      |
| Regnat d' Alfons XIII (1902-1931)                                                       | 9 de febrer de 1910    | 2 de gener de 1911                                          | Fernando Merino Villarino (1)                                    |                   |      |
| Regnat d' Alfons XIII (1902-1931)                                                       | 2 de gener de 1911     | 3 d'abril de 1911                                           | Demetrio Alonso Castrillo (1)                                    |                   |      |
| Regnat d' Alfons XIII (1902-1931)                                                       | 3 d'abril de 1911      | 29 de juny de 1911                                          | Trinitario Ruiz Valarino (1)                                     |                   |      |
| Regnat d' Alfons XIII (1902-1931)                                                       | 29 de juny de 1911     | 31 de desembre de 1912                                      | Antonio Barroso Castillo (1)                                     |                   |      |
| Regnat d' Alfons XIII (1902-1931)                                                       | 31 de desembre de 1912 | 27 d'octubre de 1913                                        | Santiago Alba Bonifaz (1)                                        |                   |      |
| Regnat d' Alfons XIII (1902-1931)                                                       | 27 d'octubre de 1913   | 9 de desembre de 1915                                       | José Sánchez Guerra (1)                                          |                   |      |
| Regnat d' Alfons XIII (1902-1931)                                                       | 9 de desembre de 1915  | 30 d'abril de 1916                                          | Santiago Alba Bonifaz (1)                                        |                   |      |
| Regnat d' Alfons XIII (1902-1931)                                                       | 30 d'abril de 1916     | 19 d'abril de 1917                                          | Joaquín Ruiz Jiménez (1)                                         |                   |      |
| Regnat d' Alfons XIII (1902-1931)                                                       | 19 d'abril de 1917     | 11 de juny de 1917                                          | Julio Burell y Cuéllar (1)                                       |                   |      |
| Regnat d' Alfons XIII (1902-1931)                                                       | 11 de juny de 1917     | 3 de novembre de 1917                                       | José Sánchez Guerra (1)                                          |                   |      |
| Regnat d' Alfons XIII (1902-1931)                                                       | 3 de novembre de 1917  | 22 de març de 1918                                          | José Bahamonde y de Lanz (1)                                     |                   |      |
| Regnat d' Alfons XIII (1902-1931)                                                       | 23 de març de 1918     | 9 de novembre de 1918                                       | Manuel García Prieto (1)                                         |                   |      |
| Regnat d' Alfons XIII (1902-1931)                                                       | 9 de novembre de 1918  | 5 de desembre de 1918                                       | Luis Silvela Casado (1)                                          |                   |      |
| Regnat d' Alfons XIII (1902-1931)                                                       | 5 de desembre de 1918  | 15 d'abril de 1919                                          | Amalio Gimeno y Cabañas (1)                                      |                   |      |
| Regnat d' Alfons XIII (1902-1931)                                                       | 15 d'abril de 1919     | 20 de juliol de 1919                                        | Antonio Goicoechea Cosculluela (1)                               |                   |      |
| Regnat d' Alfons XIII (1902-1931)                                                       | 20 de juliol de 1919   | 12 de desembre de 1919                                      | Manuel de Burgos y Mazo (1)                                      |                   |      |
| Regnat d' Alfons XIII (1902-1931)                                                       | 12 de desembre de 1919 | 5 de maig de 1920                                           | Joaquín Fernández Prida (1)                                      |                   |      |
| Regnat d' Alfons XIII (1902-1931)                                                       | 5 de maig de 1920      | 1 de setembre de 1920                                       | Francisco Bergamín García (1)                                    |                   |      |
| Regnat d' Alfons XIII (1902-1931)                                                       | 1 de setembre de 1920  | 14 d'agost de 1921                                          | Gabino Bugallal Araújo (1)                                       |                   |      |
| Regnat d' Alfons XIII (1902-1931)                                                       | 14 d'agost de 1921     | 8 de març de 1922                                           | Rafael Coello y Oliván (1)                                       |                   |      |
| Regnat d' Alfons XIII (1902-1931)                                                       | 8 de març de 1922      | 7 de desembre de 1922                                       | Vicente Piniés Bayona (1)                                        |                   |      |
| Regnat d' Alfons XIII (1902-1931)                                                       | 7 de desembre de 1922  | 15 de setembre de 1923                                      | Martín Rosales Martel (1)                                        |                   |      |
| Regnat d' Alfons XIII (1902-1931)                                                       | 17 de setembre de 1923 | 22 de setembre de 1923                                      | Millán Millán de Priego (1)                                      |                   |      |
| Regnat d' Alfons XIII (1902-1931)                                                       | 22 de setembre de 1923 | 30 de gener de 1930                                         | Severiano Martínez Anido (1)                                     |                   |      |
| Regnat d' Alfons XIII (1902-1931)                                                       | 30 de gener de 1930    | 25 de novembre de 1930                                      | Enrique Marzo Balaguer (1)                                       |                   |      |
| Regnat d' Alfons XIII (1902-1931)                                                       | 25 de novembre de 1930 | 18 de febrer de 1931                                        | Leopoldo Matos y Massieu (1)                                     |                   |      |
| Regnat d' Alfons XIII (1902-1931)                                                       | 18 de febrer de 1931   | 14 d'abril de 1931                                          | José María de Hoyos y Vinent (1)                                 |                   |      |
| II República (1931-1939)                                                                | 14 d'abril de 1931     | 14 d'octubre de 1931                                        | Miguel Maura Gamazo (1)                                          | PRC               |      |
| II República (1931-1939)                                                                | 14 d'octubre de 1931   | 12 de setembre de 1933                                      | Santiago Casares Quiroga (1)                                     | FRG               |      |
| II República (1931-1939)                                                                | 12 de setembre de 1933 | 8 d'octubre de 1933                                         | Diego Martínez Barrio (1)                                        | PRR               |      |
| II República (1931-1939)                                                                | 8 d'octubre de 1933    | 23 de gener de 1934                                         | Manuel Rico Avello (1)                                           | Indep.            |      |
| II República (1931-1939)                                                                | 23 de gener de 1934    | 3 de març de 1934                                           | Diego Martínez Barrio (1)                                        | PRR               |      |
| II República (1931-1939)                                                                | 3 de març de 1934      | 4 d'octubre de 1934                                         | Rafael Salazar Alonso (1)                                        | PRR               |      |
| II República (1931-1939)                                                                | 4 d'octubre de 1934    | 3 d'abril de 1935                                           | Eloy Vaquero Cantillo (1)                                        | PRR               |      |
| II República (1931-1939)                                                                | 3 d'abril de 1935      | 25 de setembre de 1935                                      | Manuel Portela Valladares (1)                                    | Indep.            |      |
| II República (1931-1939)                                                                | 25 de setembre de 1935 | 14 de desembre de 1935                                      | Joaquín de Pablo-Blanco Torres (1)                               | PRR               |      |
| II República (1931-1939)                                                                | 14 de desembre de 1935 | 19 de febrer de 1936                                        | Manuel Portela Valladares (1)                                    | Indep.            |      |
| II República (1931-1939)                                                                | 19 de febrer de 1936   | 2 de maig de 1936                                           | Amós Salvador Sáenz y Carreras (1)                               | IR                |      |
| II República (1931-1939)                                                                | 2 de maig de 1936      | 13 de maig de 1936                                          | Santiago Casares Quiroga (1)                                     | IR                |      |
| II República (1931-1939)                                                                | 13 de maig de 1936     | 19 de juliol de 1936                                        | Joan Moles i Ormella (1)                                         | IR                |      |
| II República (1931-1939)                                                                | 19 de juliol de 1936   | 19 de juliol de 1936                                        | Augusto Barcia Trelles (1)                                       | IR                |      |
| II República (1931-1939)                                                                | 19 de juliol de 1936   | 4 de setembre de 1936                                       | Sebastián Pozas Perea (1)                                        | Militar           |      |
| II República (1931-1939)                                                                | 4 de setembre de 1936  | 17 de maig de 1937                                          | Ángel Galarza Gago (1)                                           | PSOE              |      |
| II República (1931-1939)                                                                | 17 de maig de 1937     | 5 d'abril de 1938                                           | Julián Zugazagoitia Mendieta (1)                                 | PSOE              |      |
| II República (1931-1939)                                                                | 5 d'abril de 1938      | 1 d'abril de 1939                                           | Paulino Gómez Sáiz (1)                                           | PSOE              |      |
| Dictadura Franquista (1936-1975)                                                        | 30 de gener de 1938    | 24 de desembre de 1938                                      | Severiano Martínez Anido (2)                                     | Militar           |      |
| Dictadura Franquista (1936-1975)                                                        | 30 de gener de 1938    | 24 de desembre de 1938                                      | Ramón Serrano Suñer (3)                                          | Civil             |      |
| Dictadura Franquista (1936-1975)                                                        | 24 de desembre de 1938 | 16 d'octubre de 1940                                        | Ramón Serrano Suñer (1)                                          | Civil             |      |
| Dictadura Franquista (1936-1975)                                                        | 16 d'octubre de 1940   | 3 de setembre de 1942                                       | Valentín Galarza Morante (1)                                     | Militar           |      |
| Dictadura Franquista (1936-1975)                                                        | 3 de setembre de 1942  | 25 de febrer de 1957                                        | Blas Pérez González (1)                                          | Civil             |      |
| Dictadura Franquista (1936-1975)                                                        | 25 de febrer de 1957   | 29 d'octubre de 1969                                        | Camilo Alonso Vega (1) / Vicente Fernández Bascarán (1) (Interí) | Militar / Militar |      |
| Dictadura Franquista (1936-1975)                                                        | 29 d'octubre de 1969   | 9 de juny de 1973                                           | Tomás Garicano Goñi (1)                                          | Militar           |      |
| Dictadura Franquista (1936-1975)                                                        | 9 de juny de 1973      | 3 de gener de 1974                                          | Carlos Arias Navarro (1)                                         | Civil             |      |
| Dictadura Franquista (1936-1975)                                                        | 3 de gener de 1974     | 12 de desembre de 1975                                      | José García Hernández (1)                                        |                   |      |
| Regnat de Joan Carles I (1975-2014)                                                     | 12 de desembre de 1975 | 5 de juliol de 1976                                         | Manuel Fraga Iribarne (4)                                        |                   |      |
| Regnat de Joan Carles I (1975-2014)                                                     | 5 de juliol de 1976    | 5 d'abril de 1979                                           | Rodolfo Martín Villa (1)                                         | UCD               |      |
| Regnat de Joan Carles I (1975-2014)                                                     | 5 d'abril de 1979      | 2 de maig de 1980                                           | Antonio Ibáñez Freire (3)                                        | Militar           |      |
| Regnat de Joan Carles I (1975-2014)                                                     | 2 de maig de 1980      | 2 de desembre de 1982                                       | Juan José Rosón Pérez (3)                                        | UCD               |      |
| Regnat de Joan Carles I (1975-2014)                                                     | 2 de desembre de 1982  | 11 de juliol de 1988                                        | José Barrionuevo Peña (3)                                        | PSOE              |      |
| Regnat de Joan Carles I (1975-2014)                                                     | 11 de juliol de 1988   | 24 de novembre de 1993                                      | José Luis Corcuera Cuesta (3)                                    | PSOE              |      |
| Regnat de Joan Carles I (1975-2014)                                                     | 24 de novembre de 1993 | 5 de maig de 1994                                           | Antoni Asunción Hernández (3)                                    | PSOE              |      |
| Regnat de Joan Carles I (1975-2014)                                                     | 5 de maig de 1994      | 4 de maig de 1996                                           | Juan Alberto Belloch Julbe (5)                                   | PSOE              |      |
| Regnat de Joan Carles I (1975-2014)                                                     | 4 de maig de 1996      | 27 de febrer de 2001                                        | Jaime Mayor Oreja (3)                                            | PP                |      |
| Regnat de Joan Carles I (1975-2014)                                                     | 27 de febrer de 2001   | 9 de juliol de 2002                                         | Mariano Rajoy Brey (3)                                           | PP                |      |
| Regnat de Joan Carles I (1975-2014)                                                     | 9 de juliol de 2002    | 17 d'abril de 2004                                          | Ángel Acebes Paniagua (3)                                        | PP                |      |
| Regnat de Joan Carles I (1975-2014)                                                     | 17 d'abril de 2004     | 11 d'abril de 2006                                          | José Antonio Alonso Suárez (3)                                   | PSOE              |      |
| Regnat de Joan Carles I (1975-2014)                                                     | 11 d'abril de 2006     | 11 de juliol de 2011                                        | Alfredo Pérez Rubalcaba (3)                                      | PSOE              |      |
| Regnat de Joan Carles I (1975-2014)                                                     | 11 de juliol de 2011   | 21 de desembre de 2011                                      | Antonio Camacho Vizcaíno (3)                                     | PSOE              |      |
| Regnat de Joan Carles I (1975-2014)                                                     | 21 de desembre de 2011 | 4 de novembre de 2016                                       | Jorge Fernández Díaz (3)                                         | PP                |      |
| Regnat de Felip VI (des del 2014)                                                       | 4 de novembre de 2016  | 7 de juny de 2018                                           | Juan Ignacio Zoido Álvarez (1)                                   | PP                |      |
| Regnat de Felip VI (des del 2014)                                                       | 7 de juny de 2018      | en el càrrec                                                | Fernando Grande-Marlaska Gómez (1)                               | PSOE              |      |